# Arctiocossus impeditus
Arctiocossus impeditus é uma mariposa no Cossidae família. Ele é encontrado na África do Sul.